# Universitat d'Eivissa
La Universitat d'Eivissa era l'òrgan d'administració territorial de les illes d'Eivissa i Formentera durant la baixa edat mitjana i l'edat moderna. Fou creada el 18 de març de 1299 per Jaume II de Mallorca i abolida el 1715 pel decret de Nova Planta. El Regne de Mallorca era molt descentralitzat i la Universitat d'Eivissa no depenia de la mallorquina, essent la Universitat de la Ciutat i Regne de Mallorca i la Universitat de Menorca institucions paral·leles sense vincles jeràrquics.
L'estructura de la Universitat era molt semblant a la de Mallorca, amb tres jurats escollits anualment, cada 1 d'abril, entre els prohoms eivissencs pels tres batlles (un reial i els altres dos dels consenyors feudals). Els jurats havien d'escollir a la vegada fins a deu consellers.
Al segle XIV el sistema va ser substituït pel Regiment de Pragmàtica, amb l'aparició del Consell General i el Consell Secret. Els jurats van passar a ser escollits pel Consell General com a representants de tres estaments: la mà major, formada pels cavallers i la classe social més alta; la mà mitjana, mariners, mercaders i artesans; i la mà de fora, la gent del camp. El Consell General era l'òrgan de decisió format pels consellers, jurats, altres oficials i el governador. Els consellers s'alternaven anualment entre una de les quatre cinquantenes de prohoms. Cada cinquantena, que rebia el nom d'un dels quatre evangelistes, tenia un nombre irregular de membres, encara que se suposava que havia d'estar constituït per cinquanta. El Consell Secret estava format pels quatre jurats, el síndic i l'escrivà. El seu nom prové de la reglamentació del secret de totes les deliberacions, per evitar els intents de suborn.
El 1440 es va canviar el regiment amb el pacte de Concòrdia, que intentava evitar les lluites de poder. Va aparèixer el quart jurat, escollit entre els que havien exercit l'any anterior, i es va adoptar el sistema d'insaculació, o a sac i sort, per a l'elecció dels càrrecs.
Entre els oficial de la Universitat hi havia:
- Bosser, pertanyent a la mà major, era l'encarregat de cobrar els tributs i de fer els pagaments.
- Drassaner, oficial encarregat del control i vigilància de la drassana i el port.
- Administrador de les mares monges, oficial encarregat d'administrar les donacions rebudes al convent de monges agustines.
- Conservador de la sal, oficial que portava el llibre de comptes de les salines.
- Guardià de la sal, oficial administrador i vigilant de les salines.
- Armador de les barques de la sal, oficial que supervisava l'aparellament de les barques a la Marina i el carregament al Carregador.
- Mostassaf, oficial encarregat dels pesos i les mesures.

Amb el decret de Nova Planta, que no va ser efectiu a Eivissa fins al 1725, es va substituir la Universitat per l'Ajuntament i fou suprimit el Consell General. Com a conseqüència, les salines van ser apropiades pel rei Felip V desapareixent la principal font d'ingressos de l'administració local. Això va provocar un estat de revolta, tant de les institucions senyorials com eclesiàstiques que perdien els seus drets i el control econòmic, com popular pel malestar de l'obligació d'acollir les tropes borbòniques en les cases particulars. Primer es va buscar el suport carlista, i després es va oferir l'illa als anglesos en una situació semblant a Menorca. Però les conspiracions no van tenir suport estratègic exterior.